# Transport pe apă
Transportul pe apă este activitatea de a transporta persoane sau mărfuri peste suprafața apei (oceane, mări, lacuri, râuri sau canale) prin intermediul unor ambarcațiuni.
Transportul pe apă este caracterizat de emisii scăzute de CO2, în comparație cu alte mijloace de transport, în special transportul rutier, dar și căile ferate (transportul feroviar).
În țările care sunt favorizate de căi navale, o mare parte din mărfuri se deplasează pe vapoare și șlepuri. Pe de o parte, costurile de transport pe apă sunt foarte ieftine pentru marfa în vrac de o valoare mai scăzută, sau pentru produse neperisabile. Un singur vapor poate să transporte același cargo care ar fi echivalentul a unei duzini de trenuri sau unor sute de camioane. Pe de altă parte, transportul pe apă este cel mai încet transport și deseori el este afectat de vreme. 
Transportul pe apă poate fi îngreunat și datorită nivelului scăzut al apei, ducând la pierderi de ordin economic pentru companiile de transport. Transportul mărfurilor poate fi în aceste cazuri realizat pe șosele  și căi ferate. În consecință, un nivel scăzut al apei care îngreunează transportul cauzează indirect pagube de natură ecologică prin creșterea gradului de poluare.
Transportul naval are o serie de caracteristici care îl diferențiază de alte moduri de transport:
- Mărimea încărcăturii o depășeste în mod evident pe cele ale celorlalte moduri de transport, de unde și costurile foarte reduse ale transporturilor navale. Capacitățile de transport variază de la câteva sute la câteva sute de mii tone (marile petroliere);
- Viteza de deplasare este foarte mică în comparație cu celelalte mijloace de transport datorită rezistenței opuse de apă la înaintare. Acest lucru este compensat parțial de mersul fără întrerupere al navelor între portul de plecare și cel de sosire. La timpii de tranzit mari se adaugă și timpii foarte mari de operare a navelor;
- Întreruperea serviciului este cauzată de furtuni fiind mai frecventă în anotimpul rece, când pot interveni și înghețuri, în special în transportul fluvial;
- Accesibilitate redusă se datorează evident faptului că traseele navigabile nu există pretutindeni. De aceea transportul pe apă trebuie combinat cu un alt mod de transport;
- Solicitarea încărcăturilor se datorează oscilațiilor pe timp de furtună și excesului de umiditate. De aceea se impun măsuri speciale de protecție a încărcăturilor.